# Ponce Grand Prix de Atletismo

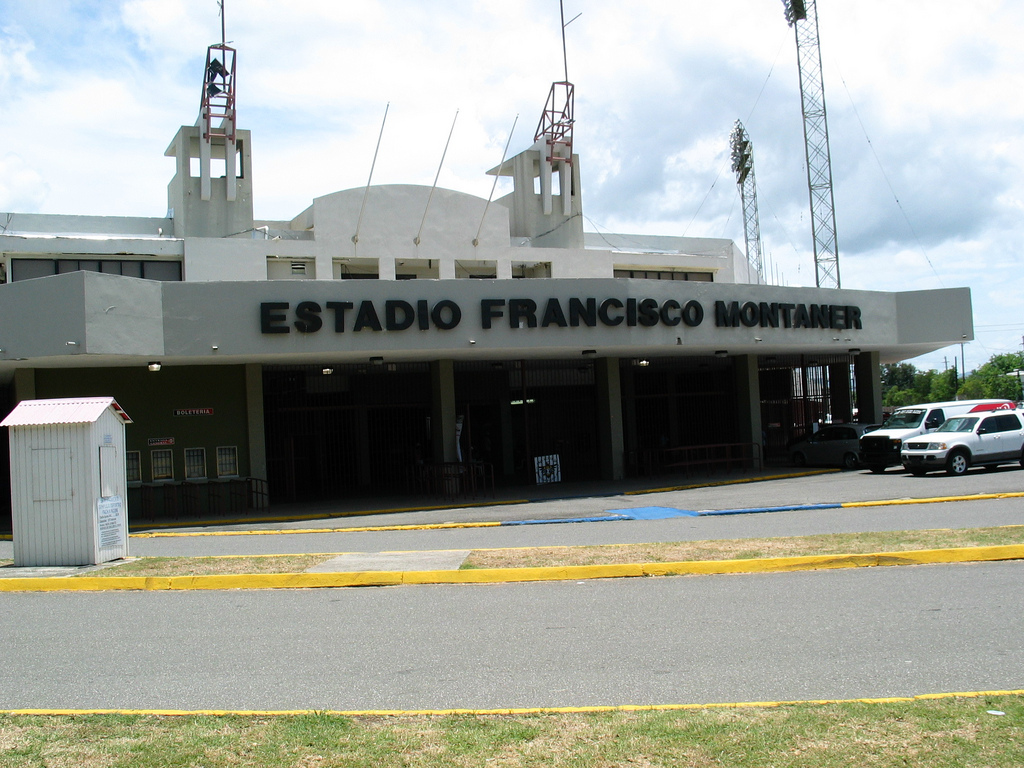
Het Francisco Montaner Stadion waar de Ponce Grand Prix jaarlijks wordt gehouden.

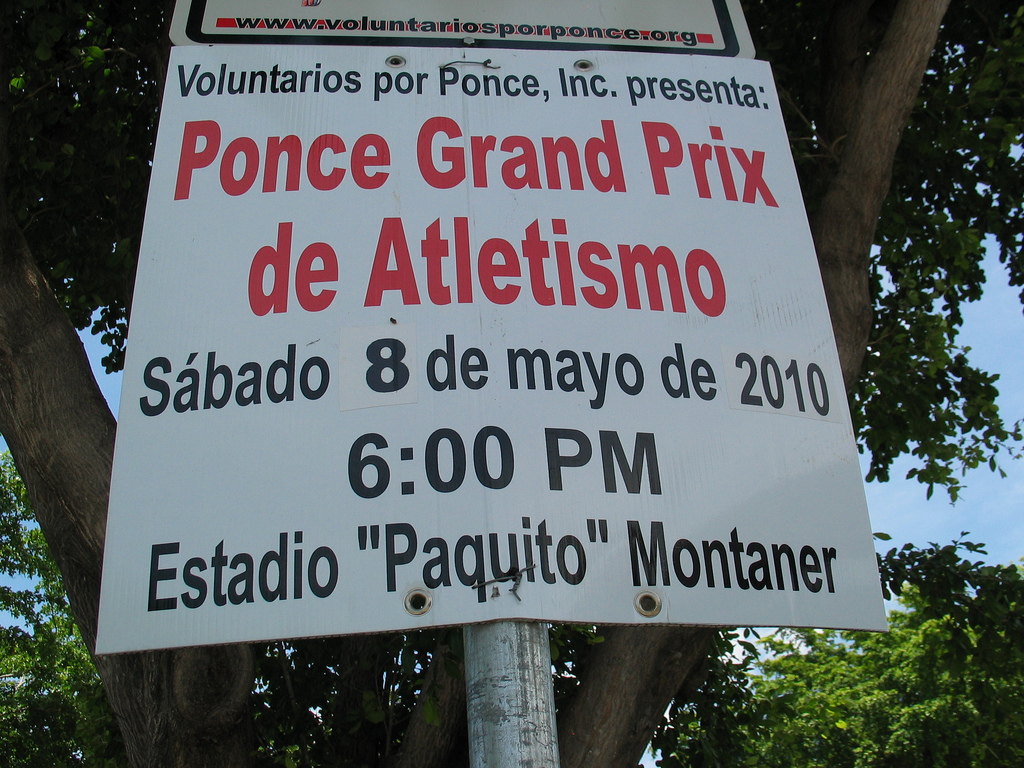
Aankondigingsbord Ponce Grand Prix

De Ponce Grand Prix de Atletismo (Nederlands:Grote Atletiekprijs Ponce) of Ponce Grand Prix is een internationaal atletiekevenement, dat jaarlijks wordt georganiseerd in het Francisco Montaner Stadion in Ponce (Puerto Rico). De wedstrijd wordt meestal gehouden rond het midden van mei en werd, in navolging van de Ibero-Amerikaanse kampioenschappen atletiek van 2006, voor het eerst georganiseerd in 2007. De Ponce Grand Prix behoort sinds 2012 tot de IAAF World Challenge, een internationaal atletiekcircuit. Origineel was het plan dat de wedstrijd al in 2011 bij die reeks wedstrijden zou horen, maar dat werd een jaar uitgesteld door een tekort aan financiële middelen.

## Programma
In de zes edities die tot nu toe hebben plaatsgevonden, zijn er een aantal wijzigingen in het programma geweest. De sprintonderdelen, het hordelopen en het verspringen staat over het algemeen op het programma voor zowel de mannen als de vrouwen. 
In de onderstaande twee schema's staan de wedstrijdprogramma's aangegeven.
| Jaar | 100 | 200 | 400 | 800 | 1500 | 3000 | 110 h | 400 h | ver | hss | pols | speer | kogelsl. | 4x100 | 4x400 |
| ---- | --- | --- | --- | --- | ---- | ---- | ----- | ----- | --- | --- | ---- | ----- | -------- | ----- | ----- |
| 2007 | X   |     | X   |     | X    |      |       | X     | X   | X   |      |       |          |       |       |
| 2008 | X   | X   | X   |     | X    |      | X     | X     | X   |     |      |       |          | X     | X     |
| 2009 | X   | X   | X   | X   |      |      | X     | X     | X   |     |      |       |          | X     | X     |
| 2010 | X   | X   | X   |     | X    |      | X     | X     | X   |     |      |       |          |       | X     |
| 2011 | X   | X   | X   | X   |      |      | X     | X     | X   |     |      |       |          |       |       |
| 2012 | X   | X   | X   | X   |      |      | X     | X     |     | X   | X    | X     |          |       |       |
| 2013 | X   |     | X   | X   |      | X    | X     | X     |     |     | X    |       | X        |       |       |

| Jaar | 100 | 200 | 400 | 800 | 1500 | 3000 s | 100 h | 400 h | ver | hss | speer | 4x100 |
| ---- | --- | --- | --- | --- | ---- | ------ | ----- | ----- | --- | --- | ----- | ----- |
| 2007 | X   |     | X   | X   |      |        |       | X     | X   |     |       |       |
| 2008 | X   | X   | X   | X   |      |        | X     | X     | X   |     |       | X     |
| 2009 | X   | X   | X   | X   |      |        | X     | X     | X   |     |       | X     |
| 2010 | X   | X   | X   | X   |      |        | X     | X     | X   |     |       | X     |
| 2011 | X   | X   | X   |     | X    |        | X     | X     | X   |     |       |       |
| 2012 | X   | X   | x   | X   | X    |        | X     |       | X   |     | X     |       |
| 2013 | X   | X   |     | X   |      | X      | X     |       |     | X   | X     |       |

## Meetingrecords
| Onderdeel            | Prestatie          | Atleet                                                       | Nationaliteit | Datum       |
| -------------------- | ------------------ | ------------------------------------------------------------ | ------------- | ----------- |
| 100 m                | 9,92 s (−0,2 m/s)  | Trayvon Bromell                                              | USA           | 12 mei 2022 |
| 200 m                | 20,21 s (+1,2 m/s) | Brendan Christian                                            | ANT           | 17 mei 2008 |
| 300 m                | 31,52 s            | Steven Gardiner                                              | BAH           | 12 mei 2022 |
| 400 m                | 44,14 s            | LaShawn Merritt                                              | USA           | 17 mei 2014 |
| 800 m                | 1.44,79            | Duane Solomon                                                | USA           | 17 mei 2014 |
| 1500 m               | 3.36,64            | Geoffrey Rono                                                | KEN           | 19 mei 2007 |
| 3000 m               | 8.02,71            | Andrew Poore                                                 | USA           | 18 mei 2013 |
| 110 m horden         | 13,12 s (±0,0 m/s) | David Oliver                                                 | USA           | 8 mei 2010  |
| 400 m horden         | 47,72 s            | Javier Culson                                                | PUR           | 8 mei 2010  |
| polsstokhoogspringen | 5,60 m             | Lázaro Borges                                                | CUB           | 12 mei 2012 |
| verspringen          | 8,27 m (+0,9 m/s)  | Brian Johnson                                                | USA           | 17 mei 2008 |
| hink-stap-springen   | 16,88 m (+2,0 m/s) | Donald Scott                                                 | USA           | 12 mei 2022 |
| kogelstoten          | 22,75 m            | Ryan Crouser                                                 | USA           | 12 mei 2022 |
| kogelslingeren       | 79,31 m            | Krisztián Pars                                               | HUN           | 17 mei 2014 |
| speerwerpen          | 75,32 m            | Curtis Moss                                                  | CAN           | 12 mei 2012 |
| 4 x 100 m            | 38,83 s            | Brian Mariano Geronimo Goele Prince Kwidana Churandy Martina | AHO           | 17 mei 2008 |
| 4 x 400 m            | 3.04,93            | Yoel Tapia Arismendy Peguero Pedro Mejía Félix Sánchez       | DOM           | 19 mei 2007 |

| Onderdeel               | Prestatie          | Atlete                                                     | Nationaliteit | Datum       |
| ----------------------- | ------------------ | ---------------------------------------------------------- | ------------- | ----------- |
| 100 m                   | 10,93 s (−0,8 m/s) | Elaine Thompson-Herah                                      | JAM           | 12 mei 2022 |
| 200 m                   | 22,37 s (+0,3 m/s) | Tianna Madison                                             | USA           | 12 mei 2012 |
| 400 m                   | 50,42 s            | Athing Mu                                                  | USA           | 12 mei 2022 |
| 800 m                   | 1.59,35            | Rose Mary Almanza                                          | CUB           | 23 mei 2015 |
| 1500 m                  | 4.05,96            | Adelle Tracey                                              | USA           | 12 mei 2022 |
| 3000 m                  | 8.53,38            | Gabe Grunewall                                             | USA           | 17 mei 2014 |
| 100 m horden            | 12,50 s (+0,3 m/s) | Alaysha Johnson                                            | USA           | 12 mei 2022 |
| 400 m horden            | 54,09 s            | Janieve Russell                                            | JAM           | 12 mei 2022 |
| 3000 m steeplechase     | 9.37,62            | Genevieve Lacaze                                           | AUS           | 18 mei 2013 |
| polsstokhoogspringen    | 4,72 m             | Sandi Morris                                               | USA           | 12 mei 2022 |
| verspringen             | 6,78 m (+0,5 m/s)  | Ese Brume                                                  | NIG           | 12 mei 2022 |
| hink-stap-springen      | 13,66 m (+0,5 m/s) | Liuba Zaldívar                                             | CUB           | 18 mei 2013 |
| kogelslingeren          | 72,16 m            | Amanda Bingson                                             | USA           | 17 mei 2014 |
| speerwerpen             | 59,47 m            | Yainelis Ribeaux                                           | CUB           | 12 mei 2012 |
| 4 x 100 meter estafette | 43,58 s            | Kelli Wells Moushami Robinson Tianna Madison Gloria Asumnu | USA           | 8 mei 2010  |

Berlijn (ISTAF) · Dakar (Meeting Grand Prix IAAF de Dakar) · Hengelo (Fanny Blankers-Koen Games) · Kingston (Jamaica International Invitational) · Madrid (Meeting de Atletismo Madrid) · Melbourne (Melbourne Track Classic) · Moskou (Moskou Challenge) · Ostrava (Golden Spike Ostrava) · Peking (Beijing World Challenge) · Ponce (Ponce Grand Prix de Atletismo) · Rabat (Meeting International Mohammed VI d'Athlétisme) · Rieti (Rieti Meeting) · Rio de Janeiro (Grande Premio Brasil Caixa de Atletismo) · Tokio (Seiko Golden Grand Prix) · Zagreb (Hanžeković Memorial)